# Richard Mortensen
Pour les articles homonymes, voir Mortensen.
Richard Mortensen, né le 23 octobre 1910 à Copenhague et mort le 6 janvier 1993 à Ejby, est un peintre danois.

## Biographie
Formé  à l’Académie royale des beaux-arts du Danemark, il arrête ses études en 1932 et part pour Berlin où il rencontre les membres du Bauhaus, Klee et Kandinsky. Il réalise ses premières œuvres abstraites. En 1947, il arrive à Paris et participe au groupe des artistes de la galerie Denise René. Il s'installe en banlieue, à Suresnes, au sein d'une communauté d'artistes danois. En 1964, il retourne au Danemark et  il est nommé, en 1965, professeur à l'École des beaux-arts de Copenhague.

## Récompenses et hommages
- Médaille Eckersberg
- A l’occasion du centième anniversaire  de sa naissance,  le musée d’art religieux de Lemvig organise une exposition, en 2010[3].